# Museu da Gravura Cidade de Curitiba
O Museu da Gravura Cidade de Curitiba (MGCC), também conhecido como Casa da Gravura Solar do Barão, é um museu temático localizado na cidade de Curitiba, capital do estado brasileiro do Paraná.

## História
Inaugurado em 1989 no prédio histórico do Solar do Barão de Curitiba, seu acervo foi constituído da antiga "Casa da Gravura" (aberto em novembro de 1980) e do "Museu do cartaz" (aberto em julho de 1981).

## Acervo e exposições
Entre as obras do acervo, destacam-se as de Poty Lazzarotto, Oswaldo Goeldi, Pablo Picasso, Andy Warhol, Anna Bella, Louise Bourgeois, Joel Shapiro, Tomie Ohtake e outros.
O museu também mantém uma programação anual das exposições temporárias de artistas renomados que tenham como foco a expressão nas diversas técnicas da gravura.